# Julius Perathoner
Julius Perathoner (28. února 1849 Dietenheim – 17. dubna 1926 Innsbruck) byl rakouský politik, na počátku 20. století poslanec Říšské rady a starosta Bolzana.

## Biografie

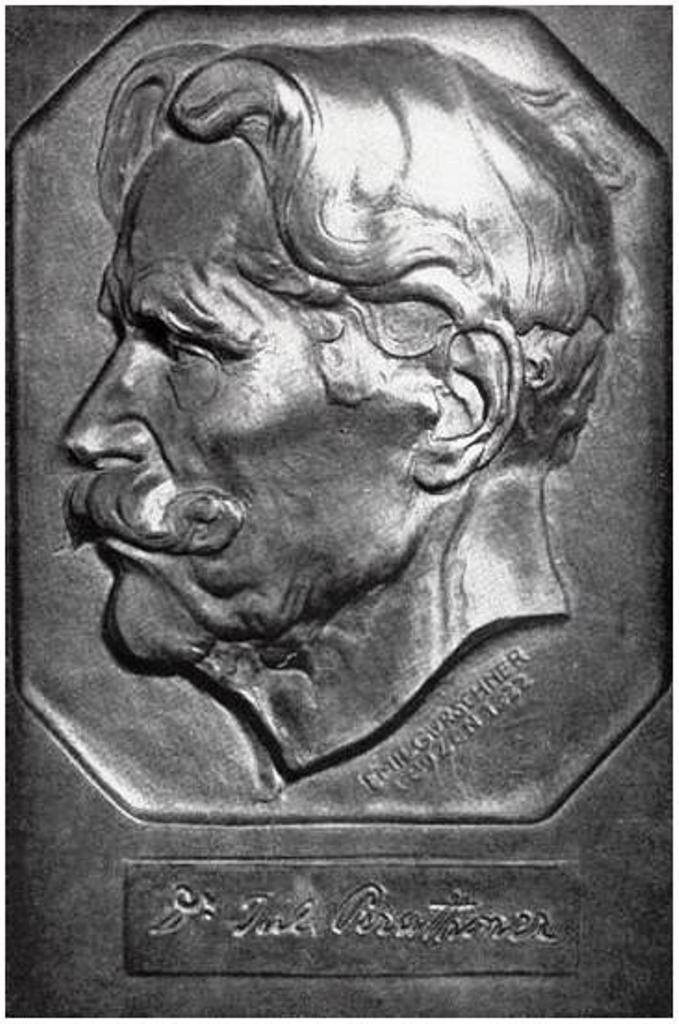
Pamětní deska ve vstupu do bolzanské radnice.

Jeho bratrancem byl teolog Anton Perathoner. Julius vystudoval právo na Innsbrucké univerzitě. Vedl pak právní kancelář v Bolzanu. V roce 1892 byl za liberální stranu zvolen do bolzanské obecní rady. Již předtím byl veřejně a politicky aktivní. Roku 1876 zde založil mužský pěvecký spolek, jehož předsedou byl v letech 1879–1926. V roce 1881 zakládal v Bolzanu místní pobočku organizace Deutscher Schulverein a v roce 1894 i organizaci Südmark. V letech 1895–1922 zastával funkci starosty Bolzana. Za jeho působení město prodělalo značný rozmach. V roce 1922 starostenský post obhájil, italská vláda (Bolzano se po světové válce stalo součástí Itálie) jej ve funkci potvrdila, ale král, na nátlak fašistů, mu potvrzení neudělil. Byl posledním starostou Bolzana německé národnosti. V letech 1902–1907 byl také poslancem Tyrolského zemského sněmu.
Na počátku 20. století se zapojil i do celostátní politiky. Ve volbách do Říšské rady roku 1901 získal mandát v Říšské radě (celostátní zákonodárný sbor) v kurii městské a obchodních a živnostenských komor, obvod Bolzano, Merano, Glurns. Mandát obhájil i ve volbách do Říšské rady roku 1907, konaných poprvé podle všeobecného a rovného volebního práva, za obvod Tyrolsko 5. Profesně byl k roku 1907 uváděn jako starosta a advokát. Z hlediska klubové příslušnosti se k roku 1909 uvádí jako člen klubu Německý národní svaz, do kterého se sloučily německé konzervativně-liberální a nacionální politické proudy.
Na sklonku života vystupoval proti italianizaci Jižního Tyrolska a požadoval autonomii pro tento region.